# Angle (hoorspel)
Angle is een hoorspel van Rhys Adrian. Angle werd op 1 juli 1975 door de BBC uitgezonden. De Westdeutscher Rundfunk bracht het in 1977 onder de titel Angler. Hans Karsenbarg vertaalde het en de TROS zond het uit op woensdag 2 maart 1977. van 23:00 uur tot 23:55 uur (met herhalingen op zaterdag 2 mei 1981 en zondag 1 juli 1990). Jules de Jong speelde cello. De regisseur was Harry Bronk.

## Rolbezetting
- Coen Flink (Angle)
- Piet Hendriks (John)
- Tonnie Foletta (huisbaas)

## Inhoud
Angle, een bijstandstrekker, leeft in een kamer samen met John, die Yorkshire en z'n vrouw verlaten heeft om in Londen zijn geluk te beproeven. Beiden wagen zich bijna nooit buiten hun woonst – en als dat gebeurt, dan slechts gescheiden –– uit schrik dat hun op geld beluste huiseigenaar de kamer aan winstgevender buitenlanders zou verhuren. Zo kan Angle zich volledig wijden aan zijn hobby’s: viool spelen en aan zijn dagboek werken, dat ondertussen 31 delen telt. Zodra hij vijftig is geworden, wil hij met zijn kunsten in de openbaarheid komen. Een huisbrand trekt voor iedereen eerst een streep door de rekening…